# Ilha do Quiriri
A Ilha do Quiriri está situada na baía de Babitonga, no litoral sul brasileiro, ao norte do Estado de Santa Catarina.